# Vršovská olšina
Vršovská olšina je přírodní rezervace severozápadně od obce Horní Bradlo v okrese Chrudim. Oblast spravuje Agentura ochrany přírody a krajiny ČR – RP Východní Čechy. Předmětem ochrany je mozaika mokřadních, lužních a prameništních olšin s hojným výskytem bledule jarní.